# Chōnindō
Chōnindō (町人道, chōnin-dō) emergiu como um estilo de vida dos chōnin (町人, cidadão, comerciante) durante o período Edo da história do Japão. Foi um cultura distinta que surgiu em cidades como Osaka, Kyoto e Edo. Este estilo estimulou o desejo sobre qualidades do bushidō ("caminho do guerreiro") - diligência, honestidade, honra, lealdade e frugalidade - assim como adquiriu influênças das crenças do xintoísmo, neo-confucionismo e budismo. O estudo da matemática, astronomia, cartografia, engenharia e medicina foi também incentivado. Os ideais enfatizam a qualidade da força de trabalho, principalmente nas artes. Pela primeira vez, a população urbana tinha um tempo para o lazer que suportaria uma nova cultura de massa. A sua busca por prazer ficou conhecida por ukiyo (mundo flutuante), um mundo ideal de moda e entretenimento popular. Artistas profissionais do sexo feminino (gueixa), música, histórias folclóricas, o kabuki e bunraku (teatro de bonecos), a poesia, uma rica literatura e arte, ilustrado com belas xilogravuras (conhecido sob o nome ukiyo-e), fizaram todos parte deste florescimento cultural. A literatura foi também difundida com o dramaturgo Chikamatsu Monzaemon (1653 - 1724) e com o ensaísta, poeta haikai e escritor de viagens Matsuo Basho (1644-1694).